# Bikenibeu

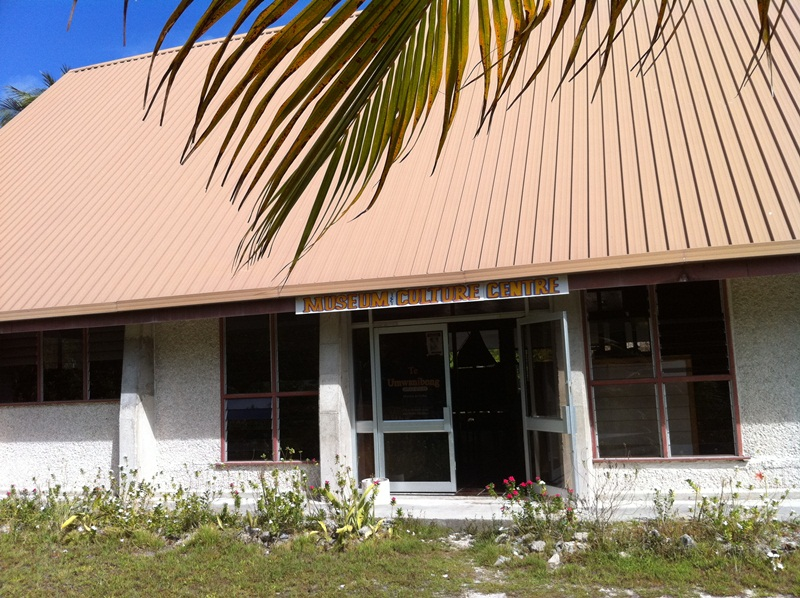
Il museo nazionale Te Umanibong a Bikenibeu

Bikenibeu è un’isola di Tarawa Sud, nella capitale delle Kiribati. Ha 7 558 abitanti nel 2015, il più grosso centro abitato del Teinainano Urban Council.
| Controllo di autorità | VIAF (EN) 132263809 |